# Le Voide
Le Voide est une ancienne commune française située dans le département de Maine-et-Loire, en région Pays de la Loire.
En 1974, Le Voide est devenue une commune associée au sein de Vihiers, conjointement avec Saint-Hilaire-du-Bois, puis le 1er janvier 2016, une commune déléguée au sein de la commune nouvelle de Lys-Haut-Layon.

## Toponymie
Formes anciennes du nom : Parochia de Vodio en 1297, Le Voesde en 1491, Le Voisde en 1874, et Le Voide en 1878 et 1793.

## Histoire
Les communes de Saint-Hilaire et du Voide sont rattachées en 1790 au canton de Vihiers et au district de Vihiers, puis en 1800 à l'arrondissement de Saumur.
En 1973, Vihiers s'associe avec les communes voisines de Saint-Hilaire-du-Bois et du Voide, en utilisant le statut de commune associée conformément à loi du 16 juillet 1971, avec effet au 1er janvier 1974.
En 2015 un nouveau projet de rapprochement voit le jour au sein de la communauté de communes du Vihiersois-Haut-Layon. Le 2 juillet, le conseil municipal de Vihiers et des communes associées vote en faveur de la création d'une commune nouvelle baptisée Lys-Haut-Layon, dont la création est officialisée par arrêté préfectoral du 5 octobre 2015, abrogé et remplacé par celui du 21 décembre.

## Politique et administration

### Administration municipale
Le Voide, municipalité en 1793, commune associée à Vihiers le 1er janvier 1974, puis commune déléguée de Lys-Haut-Layon le 1er janvier 2016.

#### Administration depuis 1974
Depuis le 1er janvier 2016 Le Voide constitue une commune déléguée au sein de la commune nouvelle de Lys-Haut-Layon et dispose d'un maire délégué.
| Période                                  | Période       | Identité             | Étiquette | Qualité                                                                  |
| ---------------------------------------- | ------------- | -------------------- | --------- | ------------------------------------------------------------------------ |
| 1974                                     | 1977          | Roland Pineau        |           | Maire délégué du Voide, au sein de la commune de Vihiers                 |
| 1977                                     | 1995          | Joseph Guinebretière |           | Maire délégué                                                            |
| 1995                                     | décembre 2015 | Joseph Thomas        |           | Maire délégué                                                            |
| janvier 2016                             | mai 2020      | Joseph Thomas        |           | Maire délégué du Voide, au sein de la commune nouvelle de Lys-Haut-Layon |
| mai 2020                                 | en cours      | François Pineau      |           | Maire délégué                                                            |
| Les données manquantes sont à compléter. |               |                      |           |                                                                          |

#### Administration jusqu'en 1973
| Période                                  | Période           | Identité           | Étiquette | Qualité |
| ---------------------------------------- | ----------------- | ------------------ | --------- | --- |
| 1788                                     | 1789              | André Grelier      |           | Laboureur, syndic de la municipalité |
| 1790                                     |                   | Michel Choloux     |           | Médecin vétérinaire. Ayant présidé le Comité royaliste pendant l'occupation vendéenne il est arrêté à Saumur et fusillé à Doué-la-Fontaine le 4 nivôse an II. |
| 1er fructidor an VIII                    | 10 juin 1810      | René Jahant        |           | Décédé en cours de mandat |
| 6 septembre 1810                         | 23 janvier 1816   | Pierre Blin        |           | |
| 23 janvier 1816                          | 15 novembre 1830  | Jacques Soucher    |           | |
| 15 novembre 1830                         | 20 décembre 1834  | Jacques Bompas     |           | Il faillit être assassiné par les Chouans dans sa maison le 19 juillet 1831. Démissionnaire.                                                                  |
| 28 février 1835                          | 26 novembre 1840  | Jacques Gourichon  |           | |
| 6 janvier 1841                           | août 1856         | Louis Réveillère   |           | Décédé en cours de mandat |
| 12 août 1856                             | 25 janvier 1885   | Étienne Chesneau   |           | Plus long mandat (29 ans). Décédé alors qu'il est encore en poste.                                                                                            |
| 1885                                     | 7 novembre 1889   | Jean Abellard      |           | Décédé en cours de mandat |
| 5 janvier 1890                           | 8 novembre 1891   | François Barbot    |           | Démissionnaire |
| 1892                                     | 1919              | Louis Chesneau     |           | Second plus long mandat (27 ans). Fils d'Etienne Chesneau. |
| 1919                                     | 1925              | Jean Métivier      |           | |
| 17 mai 1925                              | 1929              | Louis Tellier      |           | |
| 1929                                     | 30 septembre 1935 | Jean Métivier      |           | Décédé en cours de mandat |
| 10 novembre 1935                         | 16 décembre 1938  | Jean Abellard      |           | Démissionnaire |
| 26 février 1939                          | 1953              | Eugène Marolleau   |           | |
| 1953                                     | 1959              | Louis Gabillard    |           | |
| 1959                                     | 1971              | Louis Marolleau    |           | |
| 1971                                     | 1974              | Maurice Gaudicheau |           | Dernier maire du Voide : après la fusion-association avec la commune de Vihiers, ce poste disparaît au profit de la fonction de maire délégué.                |
| Les données manquantes sont à compléter. |                   |                    |           | |

### Ancienne situation administrative
Intercommunalité : Jusqu'en 2015, la ville de Vihiers et des communes associées est intégrée à la communauté de communes du Vihiersois-Haut-Layon. Cette structure intercommunale a pour vocation de réunir les moyens de plusieurs communes, notamment dans le domaine du tourisme.
Canton : Jusqu'en 2014, la ville de Vihiers et des communes associées fait partie du canton de Vihiers et de l'arrondissement de Saumur. Dans le cadre de la réforme territoriale, un nouveau découpage territorial pour le département de Maine-et-Loire est défini par le décret du 26 février 2014. Le canton de Vihiers disparait et la commune de Vihiers est alors rattachée au canton de Cholet-2, avec une entrée en vigueur au renouvellement des assemblées départementales de 2015.

## Population et société
Enseignement : Située dans l'académie de Nantes, la ville de Vihers et des communes associées compte deux collèges et quatre écoles.

## Culture locale et patrimoine
La ville de Vihiers et des communes associées comporte plusieurs inscriptions à l'inventaire du patrimoine :
- Chapelle des Anges-de-L'Immaculée-Conception, Le Voide, du XIXe siècle, Inventaire général du patrimoine culturel.
- Église paroissiale Saint-Pierre, Le Voide, du XIXe siècle, à l'Inventaire général du patrimoine culturel. Nef de l'architecte Duvêtre, tour, chœur et transept érigés par Alfred Tessier[19].
- Lavoir, Le Voide, du XIXe siècle, Inventaire général du patrimoine culturel.

Autres lieux et monuments :
- Motte dite la Grosse Motte (Motte-aux-Fées) à Saint Hilaire-du-Bois[20].

### Personnalités liées à la commune

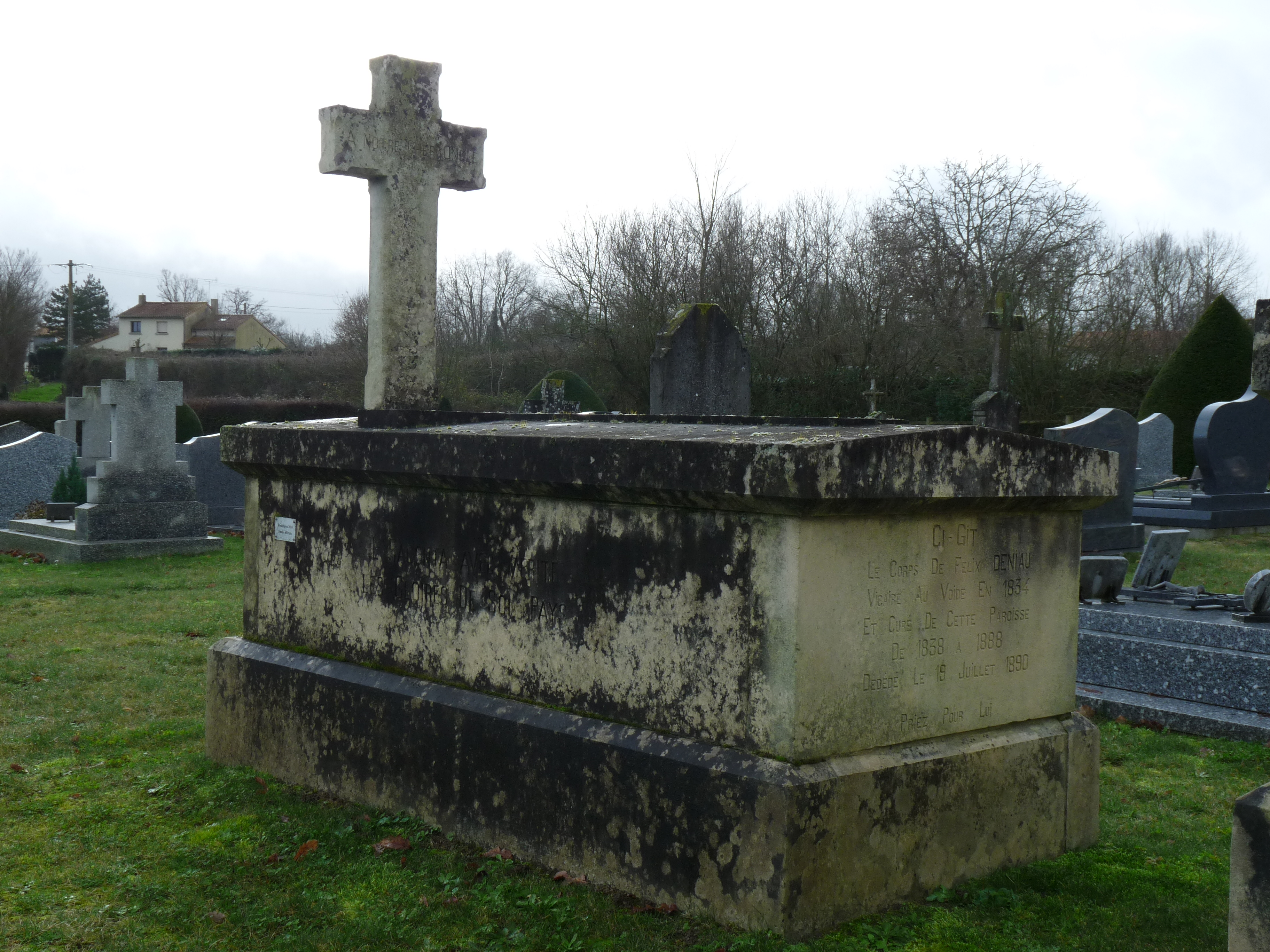
Tombe de l'Abbé Deniau au cimetière du Voide.

- Abbé Félix Deniau (28/02/1809-18/07/1890), curé du Voide de 1838 à 1888, auteur de l'Histoire de la Guerre de la Vendée.
- Pierre Robin (1927-2020), concepteur d'avions légers. Il est le fondateur des Avions Pierre Robin y est né.

## Pour approfondir